# Gare de Paris-Bestiaux
Gare de Paris-Bestiaux je zaniklé nákladové nádraží v Paříži v 19. obvodu. Nádraží bylo v provozu v letech 1898–1977 a sloužilo k dopravě hospodářských zvířat do jatek v La Villette. Na jeho místě se dnes rozkládá Cité de la musique a koncertní sál Philharmonie de Paris.

## Lokace
Nádraží se nacházelo v 19. obvodu mezi Boulevardem Sérurier a kanálem Ourcq. Leželo na boční větvi tratě Petite Ceinture od stanice Belleville-Villette.

## Historie
Dne 26. července 1864 podepsalo město Paříž a železniční společnost Petite Ceinture dohodu o výstavbě a rozvoji boční větve, která bude sloužit jatkám v La Villette. Stavební práce sice započaly 18. října 1867, ale nádraží bylo zprovozněno až na podzim 1898. V roce 1908 byly zahájeny práce na rozšíření, které měly být dokončeny v roce 1928. Vzhledem k hospodářské krizi byly práce zredukovány a byly dokončeny v roce 1939. Současně klesal podíl železniční dopravy na dopravě hospodářských zvířat: ze 77,2 % v roce 1927 na 52,7 % v roce 1932. Až do 30. let mělo nádraží sedm kolejí a tři nástupiště – dezinfekce (č. 1), nakládka (č. 2) a vykládka (č. 3).
V 60. letech bylo nádraží rekonstruováno v rámci renovace jatek v La Villette. Přestože práce poměrně pokročily, byly přesto v 70. letech přerušeny. Jatka byla uzavřena dne 15. března 1974 a nádraží Paris-Bestiaux dočasně sloužilo jako kolejové depo. Nádraží bylo zrušeno k 31. prosinci 1977. V listopadu 1983 byly pozemky převedeny na město Paříž.
V roce 1995 bylo v prostoru nádraží otevřeno Cité de la musique a koncertní sál Philharmonie de Paris. Na místě bývalých kolejí se nacházejí Allée Arthur-Honegger a Allée Darius-Milhaud.